# 徐蕃
徐蕃（1464年—1530年），字宣之，直隸泰州人，軍籍，明朝政治人物。

## 生平
弘治五年（1492年）壬子科應天府鄉試第四十一名，弘治六年（1493年）聯捷癸丑科會試第二十名，二甲第七十九名進士。十三年四月授南京禮科給事中。明武宗即位后，恢復先朝所汰免的冗費，徐蕃等人上疏力勸，武宗沒有接納。正德二年（1507年）因建言被废。六年（1511年）春正月，起用為江西布政司左參議，隨都御史陳金討平東鄉民變。七年八月升浙江按察司副使，九年正月舉卓异，十年十二月升山东布政司右参政，十四年七月升浙江右布政使，十五年七月升山西左布政使，十六年七月升任順天府尹。
嘉靖元年（1522年）二月升都察院右副都御史、抚治郧阳，二年十一月升南京户部右侍郎，四年九月改任工部右侍郎督理易州山厂，六年三月再疏引疾，准回籍调理。

## 墓葬
1981年10月底，在泰州市东郊鲍家垻菜园五队农民建房挖地基時发现一座古墓，墓主为明工部侍郎徐蕃夫妇，由其子徐嵩、徐岱于明嘉靖十二年（1533年）建造，徐蕃、张盘龙夫妇的尸身出土时，皮肤富有弹性，身上穿着大量精美的明代服饰。

## 家族
曾祖徐子玉；祖父徐演；父徐逵，鄞縣縣丞。母張氏；生母王氏。具庆下。
子徐嵩，正德末進士。